# Ібарацький університет
Ібарацький університет (яп. 茨城大学, いばらきだいがく; англ. Ibaraki University) — державний університет у Японії. Розташований за адресою: префектура Ібаракі, місто Міто, квартал Бункьо 2-1-1. Заснований у 1920 році та відкритий у 1949 року. Скорочена назва — І́ба-да́й (яп. 茨大, いばだい).

## Факультети
- Гуманітарний факультет (яп. 人文学部)
- Педагогічний факультет (яп. 教育学部)
- Природничий факультет (яп. 理学部)
- Інженерно-технічний факультет (яп. 工学部)
- Агрономний факультет (яп. 農学部)

## Аспірантура
- Аспірантура гуманітарних наук (яп. 人文科学研究科)
- Педагогічна аспірантура (яп. 教育学研究科)
- Аспірантура регіонального менеджменту (яп. 地域政策科学研究科)
- Агрономічна аспірантура (яп. 農学研究科)
- Спільна агрономічна аспірантура (яп. 連合農学研究科)